# アーロン・ローチン
アーロン・ローチン（Aaron Rochin）は、アメリカ合衆国のレコーディング・エンジニアである。アカデミー録音賞には9回ノミネートされ、1回受賞した。

## 受賞とノミネート
| 賞           | 年   | 部門   | 作品名             | 結果       |
| ------------ | ---- | ------ | ------------------ | ---------- |
| アカデミー賞 | 1975 | 録音賞 | 風とライオン       | ノミネート |
| アカデミー賞 | 1976 | 録音賞 | キングコング       | ノミネート |
| アカデミー賞 | 1978 | 録音賞 | ディア・ハンター   | 受賞       |
| アカデミー賞 | 1979 | 録音賞 | メテオ             | ノミネート |
| アカデミー賞 | 1980 | 録音賞 | フェーム           | ノミネート |
| アカデミー賞 | 1983 | 録音賞 | ウォー・ゲーム     | ノミネート |
| アカデミー賞 | 1984 | 録音賞 | 2010年             | ノミネート |
| アカデミー賞 | 1987 | 録音賞 | ロボコップ         | ノミネート |
| アカデミー賞 | 1990 | 録音賞 | トータル・リコール | ノミネート |